# Grammy Museum
El Grammy Museum es un museo interactivo y educativo dedicado a la historia y los ganadores de los premios Grammy. Cuenta con pantallas táctiles interactivas, vídeos, cabinas de grabación y una colección de artefactos musicales históricos.
Además de la sede original que se encuentra en el centro de Los Ángeles, también existe The Grammy Museum Mississippi en Cleveland, Mississippi y un Grammy Museum en Musicians Hall of Fame en Nashville, Tennessee. El Grammy Museum Experience se inauguró en otoño de 2017 en el Prudential Center de Newark.

## Historia
El Grammy Museum, situado en L.A. Live, en el centro de Los Ángeles, abrió sus puertas en diciembre de 2008, coincidiendo con el 50 aniversario de los premios Grammy. El museo consta de cuatro plantas, con exposiciones de artefactos musicales históricos, estaciones de instrumentos interactivos y cabinas de grabación, y un teatro en homenaje a Clive Davis con capacidad para 200 personas.
Desde su apertura, el museo ha presentado más de 300 programas públicos, incluidos proyectos educativos para estudiantes.